# 東京光環
東京光環（日语：トウケイヘイロー），是日本純種競賽馬匹。生涯活躍於一哩及中距離賽事，曾於2013年接連斬獲打吡公爵挑戰盃、鳴尾紀念、函館紀念及札幌紀念冠軍，亦於香港盃中跑獲亞軍。

## 出賽前
2009年4月22日出生於北海道浦河町中村和夫牧場，成長途中被馬主木村信彥購入。
其後交由栗東訓練中心練馬師清水久詞訓練。

## 競賽生涯

### 2歲
2011年7月31日出戰新潟競馬場2歲新馬戰，比賽途中維持於中團位置逐步推進，於直路爆發出優秀末腳速度下成功取得首勝。
9月4日出戰三級賽新潟兩歲錦標，然而一直處於中後方位置下在直路反應欠佳，最終未能上前下僅跑獲第七。
2星期後隨即於出戰公開賽美人蕉錦標，本次比賽其繼續採取較為後置的戰術，等待時機下於第四彎道取位透出，進入直路後展開猛烈衝刺，最終以第三的戰績完賽。
10月返回條件戰級別作賽，並於胡桃錦標中維持穩定的步速，進入直路後隨即以優秀的反應透出，最終以1 1/2馬位優勢奪得勝利。
12月挑戰一級賽朝日盃未來錦標，比賽初段選擇前置，維持於約莫第四左右的位置下於最後彎道上前取位。進入直路後，其繼續於內欄位置以不俗的走勢進擊，最終僅敗於阿爾菲多、羅布斯托及機敏小子取得第四。

### 3歲
2012年首戰為新山紀念，比賽初段維持於先頭位置推進，但在直路未能順利加速下僅以均速姿態衝刺，最終以第四落敗。
新山紀念後，陣營決定避戰經典賽並縮程以獵鷹錦標作為目標，然而於直路上大幅失速，最終以第十大敗。
本個月後重返公開賽級別的賽事，雖然於木茼蒿錦標表現出不俗的反應奪得第三，但隨後出戰橘錦標未能維持水準以第十一大敗。
休養過後於夏季出戰條件戰，並於火打山特別及長岡錦標中分別取得冠軍及亞軍。

### 4歲
休養充足後在2013年3月出戰武庫川錦標，一直維持於第二的先頭位置下在直路迅速突圍，最終拋離後方對手取得勝利。
3月下旬隨即出戰打吡公爵挑戰盃，比賽初段進佔先頭位置下於通過彎道時順勢領放，並一直維持穩定的節奏。進入直路後，其於內欄位置繼續以優秀的反應加速，最終阻止大和佳駿的追擊下取得首個分級賽勝利。
5月11日繼續挑戰一哩賽事京王盃春季盃，然而本次比賽於領放途中未能把控好節奏，最終在直路失速下以第八落敗。
其後練馬師清水久詞有計劃安排其角逐安田紀念，但鑑於累積獎金不足下未能出戰。作為替代，原定東京光環將會出戰一場一哩的條件戰，但賽駒狀態良好下清水決定讓其增程出戰鳴尾紀念。比賽開始後，其迅速搶前佔據先頭有利位置，同時騎師武豐亦成功控制東京光環的步速，使其處於領放馬Mozu後方，直至對面直路中段才超越對手上前。進入直路後，憑借此次的步速控制，其成功在直路上發揮餘力繼續衝刺，最終輕鬆阻止後方賽駒的攻勢，以1 1/4馬位優勢取得勝利。
贏得鳴尾紀念後，其繼續於中距離戰線的征程並出戰函館紀念。比賽開始後，其再度搶佔領放位置帶領馬群前進，於前段雖然步速稍快，但進入對面直路後開始放慢以減省體力消耗。進入直路後，其迅速在內欄位置展步加速，展現出優秀的速度下成功壓制其他賽駒率先衝線，達成分級賽連勝。
8月挑戰二級賽札幌紀念，繼續採取領放下以緩慢的節奏推進，並做出前1000米61.7秒的超慢步速。進入直路後，其在最前方的位置瞬間加速彈離對手，不斷拋離後方下以6馬位優勢大勝。
入秋後出戰自朝日盃未來錦標後的一級賽秋季天皇賞，雖然繼續以之前的領放戰術推進，但未能在東京競馬場的長直路堅守位置，最終失速以第十大敗。
12月遠征香港出戰香港盃，出閘後經已搶佔位置進行領放，並一直於前方位置建立優勢，可惜於最後50米被外檔透出的事事為王超越，取得亞軍的戰績。

### 5歲
2014年年初出戰中山紀念，但受到漏閘的影響下未能施展領放戰術，最終亦無法順利加速，僅以第六的戰績完賽。
其後遠征阿聯酋出戰杜拜免稅店盃，繼續領放下在最後400米處開始乏力被其他賽駒超越，最終跑獲第七。
返回日本稍作休整後再度遠征，目標為新加坡的新加坡航空國際盃。比賽開始後，其繼續在先頭位置以穩定的節奏推進，可惜於直路上未能最大程度堅守位置，被花月春風、烈日當空及軍事出擊壓制下取得第四。
回國後，其以劍指札幌紀念連霸作為目標，然而在前1000米帶出58.4秒的快步速下於直路明顯乏力，最終不斷後退以第十一落敗。
賽後，其更被檢查出左前腳還有肌腱炎，因而需要進入休養。

### 6歲
2015年6月在鳴尾紀念復出，但僅得第十。
其後於夏季繼續挑戰七夕賞及札幌紀念亦無功而回。
10月3日其轉戰泥地出戰天狼星錦標，但適性不足下在直路完全無法維持速度，最終以第八落敗。
賽後，其再度被發現右前腳出戰肌腱炎的症狀，於陣營商討過後決定安排其退役。

### 詳細賽績
| 日期       | 舉辦國家 | 馬場   | 距離   | 級別 | 賽事名稱         | 負重 | 騎師     | 馬號 | 出馬 | 名次 | 時間     | 頭馬（二馬）        |
| ---------- | -------- | ------ | ------ | ---- | ---------------- | ---- | -------- | ---- | ---- | ---- | -------- | ------------------- |
| 31/7/2011  | 日本     | 新潟   | 草1400 |      | 2歲新馬          | 54   | 柴山雄一 | 8    | 18   | 1    | 1:23.9   | （月桂冠）          |
| 4/9/2011   | 日本     | 新潟   | 草1600 | GIII | 新潟兩歲錦標     | 54   | 柴山雄一 | 13   | 18   | 7    | 1:35.4   | 魔怪精靈            |
| 17/9/2011  | 日本     | 中山   | 草1200 | OP   | 美人蕉錦標       | 54   | 武豐     | 1    | 11   | 3    | 1:08.4   | Bewitch Us          |
| 30/10/2011 | 日本     | 東京   | 草1400 |      | 胡桃賞           | 55   | 後藤浩輝 | 1    | 12   | 1    | 1:21.4   | （機敏小子）        |
| 20/12/2011 | 日本     | 中山   | 草1600 | GI   | 朝日盃未來錦標   | 55   | 後藤浩輝 | 12   | 16   | 4    | 1:33.8   | 阿爾菲多            |
| 5/1/2012   | 日本     | 京都   | 草1600 | GIII | 新山紀念         | 56   | 後藤浩輝 | 11   | 15   | 4    | 1:34.7   | 貴婦人              |
| 17/3/2012  | 日本     | 中京   | 草1400 | GIII | 獵鷹錦標         | 56   | 後藤浩輝 | 5    | 18   | 10   | 1:25.3   | 光明前途            |
| 1/4/2012   | 日本     | 阪神   | 草1400 | OP   | 木茼蒿錦標       | 56   | 彭利力   | 6    | 14   | 3    | 1:24.0   | Shigeru Sudachi     |
| 22/4/2012  | 日本     | 京都   | 草1400 | OP   | 橘錦標           | 56   | 彭利力   | 12   | 16   | 11   | 1:22.9   | Ganges              |
| 22/7/2012  | 日本     | 新潟   | 草1400 |      | 火打山特別       | 55   | 吉田豐   | 5    | 18   | 1    | 1:20.3   | （Silent Sonic）    |
| 11/8/2012  | 日本     | 新潟   | 草1400 |      | 長岡錦標         | 54   | 柴田善臣 | 11   | 18   | 2    | 1:19.9   | A Shin Harbor       |
| 3/3/2013   | 日本     | 阪神   | 草1600 |      | 武庫川錦標       | 56   | 川田將雅 | 13   | 18   | 1    | 1:34.2   | （A Shin Missouri） |
| 31/3/2013  | 日本     | 中山   | 草1600 | GIII | 打吡公爵挑戰盃   | 55   | 松岡正海 | 13   | 16   | 1    | 1:32.6   | （大和佳駿）        |
| 11/5/2013  | 日本     | 東京   | 草1400 | GII  | 京王盃春季盃     | 56   | 內田博幸 | 5    | 18   | 8    | 1:20.9   | 大和佳駿            |
| 1/6/2013   | 日本     | 阪神   | 草2000 | GIII | 鳴尾紀念         | 56   | 武豐     | 10   | 16   | 1    | 1:58.9   | （Expedition）      |
| 14/7/2013  | 日本     | 函館   | 草2000 | GIII | 函館紀念         | 57.5 | 武豐     | 8    | 16   | 1    | 1:58.6   | （再自由）          |
| 18/8/2013  | 日本     | 函館   | 草2000 | GII  | 札幌紀念         | 57   | 武豐     | 14   | 16   | 1    | 2:06.5   | （飛鳥阿栗）        |
| 27/10/2013 | 日本     | 東京   | 草2000 | GI   | 秋季天皇賞       | 58   | 武豐     | 11   | 17   | 10   | 1:59.7   | 一路通              |
| 8/12/2013  | 香港     | 沙田   | 草2000 | GI   | 香港盃           | 57   | 武豐     | 8    | 12   | 2    | 2:02.13  | 事事為王            |
| 2/3/2014   | 日本     | 中山   | 草1800 | GII  | 中山紀念         | 57   | 武豐     | 11   | 15   | 6    | 1:50.7   | 一路通              |
| 29/3/2014  | 阿聯酋   | 美丹   | 草1800 | GI   | 杜拜免稅店盃     | 57   | 武豐     | 6    | 13   | 7    | 記錄缺失 | 一路通              |
| 18/5/2014  | 新加坡   | 克蘭芝 | 草1800 | GI   | 新加坡航空國際盃 | 57   | 四位洋文 | 3    | 12   | 4    | 1:59.92  | 花月春風            |
| 24/8/2014  | 日本     | 札幌   | 草2000 | GII  | 札幌紀念         | 57   | 四位洋文 | 6    | 14   | 11   | 2:01.7   | 織女星              |
| 6/6/2015   | 日本     | 阪神   | 草2000 | GIII | 鳴尾紀念         | 56   | 武豐     | 5    | 11   | 10   | 2:00.6   | 朗日清天            |
| 12/7/2015  | 日本     | 福島   | 草2000 | GIII | 七夕賞           | 58   | 柴田善臣 | 10   | 16   | 7    | 1:58.6   | 雄偉駒              |
| 23/8/2015  | 日本     | 札幌   | 草2000 | GII  | 札幌紀念         | 57   | 柴田善臣 | 13   | 15   | 9    | 1:59.8   | 解密精英            |
| 3/10/2015  | 日本     | 阪神   | 泥2000 | GIII | 天狼星錦標       | 58   | 松若風馬 | 5    | 12   | 8    | 2:05.9   | 得獎者              |

## 退役後
退役後，東京光環成為了配種馬，於北海道新日高町Arrow Stud休養，在2016年進行配種。首批子嗣於2017年出生。首批子嗣後可於2019年出賽。
2023年11月27日，其由配種馬退役，前往北海道日高町凡爾賽牧場以功勞馬身份進行養老生活。

## 血統簡介
父系Gold Halo為日本賽駒，生涯出戰八場賽事勝出其中六場。祖父週日寧靜是美國三冠賽雙冠馬，退役後在日本配種，在日本馬壇相當成功，贏得多項分級賽事，其子嗣贏得巨額獎金。
母系Dance Queen為日本馬匹，生涯無出賽記錄。外祖父Mill George爲美國賽駒，生涯戰績不佳僅得兩勝，但退役後配種成績優秀，如後代之中有1990年寶塚紀念冠軍Osaichi George。

### 血統表
| 父線：週日寧靜系（Halo系）          |                              |                  |                 |
| 種馬 Gold Halo 1997年（棕色）       | 週日寧靜 1986年（棕色）      | Halo             | Hail to Reason  |
| 種馬 Gold Halo 1997年（棕色）       | 週日寧靜 1986年（棕色）      | Halo             | Cosmah          |
| 種馬 Gold Halo 1997年（棕色）       | 週日寧靜 1986年（棕色）      | Wishing Well     | Understanding   |
| 種馬 Gold Halo 1997年（棕色）       | 週日寧靜 1986年（棕色）      | Wishing Well     | Mountain Flower |
| 種馬 Gold Halo 1997年（棕色）       | Near the Gold 1991年（棗色） | Seeking the Gold | 淘金者          |
| 種馬 Gold Halo 1997年（棕色）       | Near the Gold 1991年（棗色） | Seeking the Gold | Con Game        |
| 種馬 Gold Halo 1997年（棕色）       | Near the Gold 1991年（棗色） | Near             | 北地舞人        |
| 種馬 Gold Halo 1997年（棕色）       | Near the Gold 1991年（棗色） | Near             | Far             |
| 繁殖雌馬 Dance Queen 1992年（棗色） | Mill George 1975年（棗色）   | 水車礁石         | Never Bend      |
| 繁殖雌馬 Dance Queen 1992年（棗色） | Mill George 1975年（棗色）   | 水車礁石         | Milan Mill      |
| 繁殖雌馬 Dance Queen 1992年（棗色） | Mill George 1975年（棗色）   | Miss Charisma    | Ragusa          |
| 繁殖雌馬 Dance Queen 1992年（棗色） | Mill George 1975年（棗色）   | Miss Charisma    | Matatina        |
| 繁殖雌馬 Dance Queen 1992年（棗色） | Heine Sport 1982年（深棗色） | 北方風味         | 北地舞人        |
| 繁殖雌馬 Dance Queen 1992年（棗色） | Heine Sport 1982年（深棗色） | 北方風味         | Lady Victoria   |
| 繁殖雌馬 Dance Queen 1992年（棗色） | Heine Sport 1982年（深棗色） | Fancimine        | Determine       |
| 繁殖雌馬 Dance Queen 1992年（棗色） | Heine Sport 1982年（深棗色） | Fancimine        | Fanciful Miss   |
| 雌系：號族：9-f                     |                              |                  |                 |
| 五代內近親交配：北地舞人 4×4        |                              |                  |                 |

## 命名由來
名字中，Tokei（トウケイ）為木村信彥冠名，來源不明，香港以音譯翻譯為「東京」，Halo（ヘイロー）則繼承自父系Gold Halo之名字，意思就是「光環」。

## 外部連結
- 東京光環 netkeiba.com （页面存档备份，存于）
- 血統簡介